# Thivet
Thivet ist eine französische Gemeinde mit 276 Einwohnern (Stand: 1. Januar 2022) im Département Haute-Marne in der Region Grand Est. Sie gehört zum Kanton Nogent und zum Arrondissement Chaumont. Die Bewohner werden Thivétains und Thivétaines genannt.

## Geografie
Die Gemeinde Thivet liegt an der Marne und am hier parallel verlaufenden Canal entre Champagne et Bourgogne auf halbem Weg zwischen den Städten Chaumont und Langres. Sie ist umgeben von folgenden Nachbargemeinden:
| Vesaignes-sur-Marne |                                             | Nogent           |
|                     | Kompassrose, die auf Nachbargemeinden zeigt | Vitry-lès-Nogent |
|                     | Rolampont                                   |                  |

## Bevölkerungsentwicklung
| Jahr                       | 1962 | 1968 | 1975 | 1982 | 1990 | 1999 | 2008 | 2019 |
| -------------------------- | ---- | ---- | ---- | ---- | ---- | ---- | ---- | ---- |
| Einwohner                  | 223  | 215  | 187  | 228  | 295  | 321  | 292  | 271  |
| Quellen: Cassini und INSEE |      |      |      |      |      |      |      |      |

## Sehenswürdigkeiten

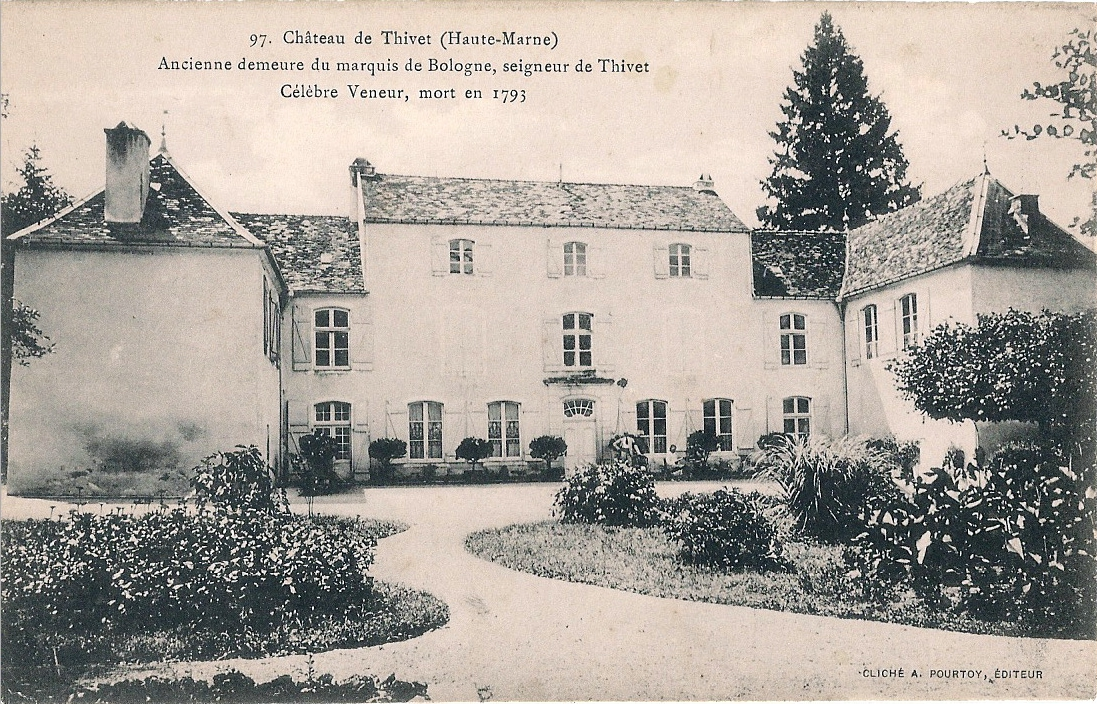
Schloss Thivet um 1910

- Kirche Saint-Pierre aus dem 18. Jahrhundert